# オイゲン・フックス
オイゲン・フックス（Eugen Fuchs, 1893年4月1日 - 1971年3月3日）は、ドイツのバス・バリトン歌手。
ニュルンベルクの生まれ。ニュルンベルク音楽院で声楽を学び、1917年にニュルンベルク市立劇場で初舞台を踏んだ。1926年から1930年までザールブリュッケンとブレスラウの歌劇場に出演し、1930年からベルリン国立歌劇場を活動の本拠とした。1933年にはバイロイト音楽祭に《ニュルンベルクのマイスタージンガー》のベックメッサー役として初出演している。1937年にはパウル・フォン・クレーナウの《レンブラント》、1939年にはルドルフ・ヴァーグナー＝レゲニー《カレーの市民》のそれぞれの初演に参加している。1961年に一線を退き、声楽教師として活動した。
ベルリンにて死去。